# Drug Testing and Analysis
Drug Testing and Analysis, abgekürzt Drug Test. Anal., ist eine wissenschaftliche Fachzeitschrift, die vom Wiley-Blackwell-Verlag veröffentlicht wird. Sie erscheint mit zwölf Ausgaben im Jahr. Es werden Arbeiten veröffentlicht, die sich mit dem Gebiet der Pharmakologie beschäftigen.
Der Impact Factor lag im Jahr 2019 bei 2,903. Nach der Statistik des ISI Web of Knowledge wird das Journal mit diesem Impact Factor in der Kategorie Pharmakologie und Pharmazie an 120. Stelle von 271 Zeitschriften, in der Kategorie biochemische Forschungsmethoden an 31. Stelle von 77 Zeitschriften und in der Kategorie analytische Chemie an 30. Stelle von 86 Zeitschriften geführt.